# Клодниця-Гурна
Клодниця-Гурна (пол. Kłodnica Górna) — село в Польщі, у гміні Божехув Люблінського повіту Люблінського воєводства.
Населення — 300 осіб (2011).
У 1975-1998 роках село належало до Люблінського воєводства.

## Демографія
Демографічна структура станом на 31 березня 2011 року:
|          | Загалом | Допрацездатний вік | Працездатний вік | Постпрацездатний вік |
| -------- | ------- | ------------------ | ---------------- | -------------------- |
| Чоловіки | 143     | 33                 | 87               | 23                   |
| Жінки    | 157     | 29                 | 82               | 46                   |
| Разом    | 300     | 62                 | 169              | 69                   |